# Bertrando V de La Tour
Bertrando I d'Alvernia, in francese Bertrand V de La Tour d'Auvergne (1400 circa – 20 marzo 1461) fu signore de La Tour dal 1423 e conte d'Alvernia e conte di Boulogne dal 1437, alla sua morte.

## Origine
Secondo la Histoire généalogique de la maison d'Auvergne, Bertrando era l'unico figlio maschio della Contessa d'Alvernia e di Boulogne, Maria I e del marito, il signore de La Tour, Bertrando IV, figlio del signore de La Tour, Guido e della moglie, Mathe di Beaufort, come ci viene confermato dal testamento di Guido, datato 1375.
Secondo la Preuves de l'Histoire généalogique de la maison d'Auvergne, tome II, Livre 1, Maria I d'Alvernia era l'unica figlia del Signore di Montgascone di Roche-Savine, Goffredo d'Alvernia, e della sua seconda moglie, Giovanna di Ventadour († settembre 1376), figlia di Bernardo, conte di Ventadour e della moglie, Margherita di Beaumont.

## Biografia
Alla morte di suo padre, Bertrando IV, nel 1423 circa, Bertrando gli succedette, nella signoria de La Tour, come Bernardo V.
La cugina di sua madre, Maria, Giovanna, che alla morte del padre, nel 1404, era divenuta Contessa d'Alvernia e di Boulogne, e che aveva sposato, in seconde nozze, Giorgio de la Trémoille, (1383 - 1446), signore di Trémouille, conte di Guînes e futuro Gran ciambellano di Francia, morì tra il 1423 ed il 1424, senza lasciare alcuna discendenza; le contee, allora passarono a sua madre, Maria, che si era appellata al Parlamento di Parigi, contro il vedovo di sua cugina, Giorgio de la Trémoille.
Sua madre, Maria morì il 7 aprile 1437 e fu sepolta nella chiesa dei francescani di Clermont-Ferrand (Chapelle des Cordeliers, come ci testimonia il necrologio degli obitoires della chiesa stessa. Bertrando succedette alla madre come Conte d'Alvernia e di Boulogne, Bertrando I.
Diversi documenti delle Preuves de l'Histoire généalogique de la maison d'Auvergne, tome II, Livre 1 testimoniano le donazioni e gli scambi fatti da Bernardo I a partire dall'anno 1438 sino al 1460.
Bertrando I morì nel 1461, il 20 marzo, come ci viene confermato dagli obitoires della chiesa dei francescani di Clermont-Ferrand (Chapelle des Cordeliers (Clermont-Ferrand). A Bertrando I, nelle due contee, succedette il suo unico figlio maschio, anche lui di nome Bertrando, come Bertrando II.

## Matrimonio e Discendenza
Bertrando, nel 1416, aveva sposato Jacquette du Peschin, figlia del signore di Peschin, Luigi, e della moglie, Yseul de Sully; il contratto di matrimonio tra Bertrando e suo padre, Bertrando IV (Bertrand seigneur de la Tour et de Montgascon et Bertrand de la Tour son fils) e la signorina Jacquette orfana di Luigi, signore di Peschin (madamoiselle Jacquette du Peschin fille et heritiere de feu messire Loys du Peschin) fu datato 20 ottobre 1416. Jacquette sopravvisse al marito, mor' nel 1473 e fu sepolta nella chiesa dei francescani di Clermont-Ferrand.
Bertrando da Jacquette ebbe sei figli:
- Bertrando (1417 † 1494), Conte d'Alvernia e di Boulogne[10]
- Gabriella († 1486), sposata nel 1442 a Luigi di Borbone († 1486), conte di Montpensier e delfino d'Alvernia[13]
- Isabella († 1488), sposata nel 1450 a Guglielmo di Blois-Châtillon († 1456), conte di Penthièvre e di Périgord, visconte di Limoges poi nel 1457 a Amanieu d'Albret († 1463)[14]
- Luisa († 1469), sposata nel 1456 a Jean de Créquy[14] († 1474)
- Bianca († 1472), badessa a Cusset[15]
- Goffredo († 1469), signore di Montgascon[16].

### Letteratura storiografica
- (FR)  Histoire généalogique de la maison d'Auvergne.
- (FR)  Justel, Histoire généalogique de la maison d'Auvergne.
- (FR)  Baluze, Histoire généalogique de la maison d'Auvergne, tome 1.